# Ферри I (герцог Лотарингии)
Ферри (Фридрих) I  (фр. Ferry I de Lorraine, нем. Friedrich I von Lothringen, ок. 1143 — 7 апреля 1207) — сеньор де Бич с ок. 1155, сеньор де Жербевийе и д'Орм с 1179, герцог де Бич с 1196, герцог Лотарингии с 1206, второй сын герцога Матье (Матиаса) I и Берты Швабской из Эльзасского дома.

## Биография
Уже в 1155 году Ферри владел сеньорией Бич. После смерти отца в 1176 году он предъявил претензии на герцогство Лотарингия, доставшееся его старшему брату Симону II, в чём его поддержала мать, Берта Швабская, сестра императора Фридриха I Барбароссы. Борьба за наследство между братьями продолжалась три года и закончилась договором, заключённым в Рибемоне в мае 1179 года, по которому Лотарингия была разделена на 2 части. Ферри получил северную часть герцогства (германоязычную), а Симон — южную (франкоязычную). Кроме того Ферри получил сеньории Жербевийе и Орм около Нанси. Благодаря хорошим отношениям со своими родственниками Гогенштауфенами к 1196 году Ферри получил титул герцога.
В 1206 году умер Симон II, не имевший детей и завещавший герцогство в старшему сыну Ферри I, Ферри II. Ферри I, однако, не принял этого и сам провозгласил себя герцогом. Но в следующем году он умер.

## Брак и дети
Жена: с ок. 1160 Людмила Польская (ум. 1223), дочь Мешко III Старого, князя Великопольского. Дети:
- Ферри II (ок. 1162—1213), герцог Лотарингии с 1206
- Матье (1170—1217), епископ Туля
- Филипп (ум. 1243), сеньор де Жербевийе, Дамелевиэр и Бленвиль
- Терри Дьявол (1175 — после 1225), сеньор д'Отиньи, родоначальник линии сеньоров д'Отиньи
- Генрих Ломбардец, сеньор де Байон,
- Агата (ум. 1242), аббатиса Ремирмона с 1232
- Юдит (ум. до 1224); муж: с до 1189 Генрих II (ум. 1225), граф фон Зальм
- Гедвига (ум. после 1228); муж: Генрих I (ум. 1228), граф фон Цвайбрюкен
- Кунигунда; муж: Вальрам III (ум. 1226), герцог Лимбурга
- дочь  (ум. после 1198), аббатиса Этанша в 1198